# Cristina Pedroche
Cristina Pedroche Navas (Madrid, 30 d'octubre de 1988) és una model, actriu i presentadora espanyola. Més coneguda com a reportera del programa de televisió de La Sexta Sé lo que hicisteis... fins a la finalització del programa el 20 de maig de 2011. Actualment treballa a Zapeando també a La Sexta.

## Trajectòria

### Com a presentadora
- 2009: Programes dedicats a videojocs de EA Sports (canal de televisió online EATV.es).

### Com a reportera
Entre novembre i desembre de 2009, el programa de televisió Sé lo que hicisteis..., emès al canal de televisió La Sexta, va realitzar un càsting per a substituir la reportera eventual presentadora Pilar Rubio, després d'haver anunciat la seva marxa al canal de televisió Telecinco.
La primera fase de la prova va consistir en l'enviament, per part de les candidates interessades, d'un vídeo on mostraren les seves habilitats com a reporteres. Es van enviar més de 700 vídeos, dels quals se seleccionarien tres finalistes. En la fase posterior, elles realitzarien un reportatge amb l'ajut del programa Sé lo que hicisteis..., i haurien de presentar-ho al directe. Les seleccionades van ser Salomé Jiménez, Alba Lago i Cristina. La candidata elegida seria anunciada al programa l'11 de gener de 2010.
Però, el 7 de gener, quatre dies abans de l'anunci oficial, medis especialitzats en televisió com FormulaTV.com i Vertele.com, i el diari El Mundo, van anunciar que la reportera elegida seria Cristina Pedroche. Aquest fet va provocar que el 8 de gener, el programa confirmés la incorporació de Cristina. Va romandre en el programa fins a la seva fi, el maig del 2011.
L'1 de juliol de 2011, diverses setmanes després de la cancel·lació de Sé lo que hicisteis..., es va fer públic la seva incorporació com a nova reportera de Otra movida, a Neox, en substitució de Romina Belluscio.

## Altres feines
A març de 2010, va ser portada de la revista FHM. A juny d'aquell mateix any, va ser portada de la revista Primera Línea. Al mes de juliol va posar per a la revista Overlay Magazine.

### Televisió
- Sé lo que hicisteis... (2010-2011)
- Otra movida (2011)

### Com a actriu
- 2009: Aparició en Sin tetas no hay paraíso (sèrie de televisió).
- 2009: Videoclip Canciones tristes (Noel Soto).
- 2009: Videoclip Sólo tú (Sergio Vallín).
- 2009: Curtmetratge Naturaleza Muerta (Will D'Alessandro).
- 2009: Anunci CronoA3 Tampax (Antena 3).
- 2010: Curtmetratge Buzón de Voz (Carlos Caro y Óscar Arenas)
- 2011: Sèrie online Okupados Arxivat 2019-08-05 a Wayback Machine..
- 2014: Sèrie La que se avecina (telecinco - mediaset)

### Reconeixements
- Galardonada amb premi Artista revelació de la revista "Must! magazine" 2011.

## Vida privada
El desembre del 2014, va començar una relació amb el cuiner David Muñoz Rosillo, amb qui es va casar el 24 d'octubre de 2015 i amb qui té una filla nascuda el 2023.